# Championnats du monde d'athlétisme en salle 2016
Navigation
- 1985
- 1987
- 1989
- 1991
- 1993
- 1995
- 1997
- 1999
- 2001
- 2003
- 2004
- 2006
- 2008
- 2010
- 2012
- 2014
- 2016
- 2018
- 2022
- 2024
- 2025

Les  16es championnats du monde d'athlétisme en salle se déroulent du 17 au 20 mars 2016 à l'Oregon Convention Center de Portland (Oregon), aux États-Unis. Le pays accueille pour la deuxième fois cet événement sportif organisé par l'Association internationale des fédérations d'athlétisme (IAAF) après la toute première édition à Indianapolis en 1987.

## Organisation

### Processus de sélection
Portland obtient l'organisation de ces championnats le 15 novembre 2013 à l'occasion du congrès de l'IAAF tenu à Monaco.

### Site des compétitions
Les vingt-quatre épreuves (douze masculines et douze féminines) qui figurent au programme de la compétition se déroulent dans l’Oregon Convention Center, ouvert en 1990 et rénové en 2003, situé sur la rive droite de la Willamette.
La capacité d'accueil est de 7 000 spectateurs,.

### Calendrier
| S | Séries | ½ | Demi-finale | F | Finale |

| Date →           | 17 mars | 18 mars | 18 mars | 18 mars | 19 mars | 19 mars | 20 mars | 20 mars |
| Épreuve ↓        | A       | M       | A       | A       | M       | A       | M       | M       |
| ---------------- | ------- | ------- | ------- | ------- | ------- | ------- | ------- | ------- |
| 60 m             |         | S       | ½       | F       |         |         |         |         |
| 400 m            |         | S       | ½       | ½       |         | F       |         |         |
| 800 m            |         | S       |         |         |         | F       |         |         |
| 1 500 m          |         |         | S       | S       |         |         | F       | F       |
| 3 000 m          |         | S       |         |         |         |         | F       | F       |
| 60 m haies       |         |         |         |         |         | S       | ½       | F       |
| 4 × 400 m        |         |         |         |         | S       |         | F       | F       |
| Saut en longueur |         |         |         |         |         |         | F       | F       |
| Triple saut      |         |         |         |         |         | F       |         |         |
| Saut en hauteur  |         |         |         |         |         | F       |         |         |
| Saut à la perche | F       |         |         |         |         |         |         |         |
| Lancer du poids  |         |         | F       | F       |         |         |         |         |
| Heptathlon       |         | F       | F       | F       | F       | F       |         |         |

| Date →           | 17 mars | 18 mars | 18 mars | 18 mars | 19 mars | 19 mars | 19 mars | 20 mars |
| Épreuve ↓        | A       | M       | A       | A       | M       | A       | A       | M       |
| ---------------- | ------- | ------- | ------- | ------- | ------- | ------- | ------- | ------- |
| 60 m             |         |         |         |         | S       | ½       | F       |         |
| 400 m            |         | S       | ½       | ½       |         | F       | F       |         |
| 800 m            |         |         |         |         | S       |         |         | F       |
| 1 500 m          |         | S       |         |         |         | F       | F       |         |
| 3 000 m          |         |         |         |         |         |         |         | F       |
| 60 m haies       |         |         | S       | F       |         |         |         |         |
| 4 × 400 m        |         |         |         |         |         |         |         | F       |
| Saut en longueur |         |         | F       | F       |         |         |         |         |
| Triple saut      |         |         |         |         | F       |         |         |         |
| Saut en hauteur  |         |         |         |         |         |         |         | F       |
| Saut à la perche | F       |         |         |         |         |         |         |         |
| Lancer du poids  |         |         |         |         |         | F       | F       |         |
| Pentathlon       |         | F       | F       | F       |         |         |         |         |

## Participation
La compétition rassemble 547 athlètes issus de 148 pays. Il faut noter que la Russie est suspendue pour dopage.

## Compétition

### Nouveautés
La compétition se déroule sur quatre jours au lieu de trois.
Contrairement aux éditions précédentes, tous les concours se disputent en finale directe : à douze participants pour le saut à la perche et le saut en hauteur, et à seize participants pour le saut en longueur, le triple-saut et le lancer de poids. Afin d'écrémer les concours dans ces trois dernières disciplines, l’IAAF décide d'en modifier le déroulement en adoptant la formule suivante :
- Les seize concurrents effectuent leurs trois premiers essais.
- Les huit meilleurs athlètes après les trois premiers essais effectuent deux essais supplémentaires.
- Les quatre meilleurs athlètes ont ensuite droit à un sixième et dernier essai.

Auparavant, les huit finalistes issus des concours de qualification avaient d’office six essais.

### Minima de qualification
| Discipline       | Hommes                         | Hommes                         | Femmes                         | Femmes                         |
| Discipline       | En salle                       | En plein air                   | En salle                       | En plein air                   |
| ---------------- | ------------------------------ | ------------------------------ | ------------------------------ | ------------------------------ |
| 60 m             | 6 s 65                         | 10 s 15 (100 m)                | 7 s 32                         | 11 s 20                        |
| 400 m            | 46 s 70                        | 45 s 10                        | 53 s 15                        | 51 s 20                        |
| 800 m            | 1 min 46 s 50                  | 1 min 44 s 00                  | 2 min 02 s 50                  | 1 min 58 s 50                  |
| 1 500 m          | 3 min 39 s 50                  | 3 min 33 s 00                  | 4 min 13 s 00                  | 4 min 03 s 00                  |
| 3 000 m          | 7 min 50 s 00                  | 7 min 40 s 00                  | 9 min 00 s 00                  | 8 min 36 s 00                  |
| 60 m haies       | 7 s 72                         | 13 s 45 (110 m haies)          | 8 s 14                         | 12 s 85 (100 m haies)          |
| Relais 4 × 400 m | Pas de minima de qualification | Pas de minima de qualification | Pas de minima de qualification | Pas de minima de qualification |
| Saut en longueur | 8,18 m                         | 8,18 m                         | 6,75 m                         | 6,75 m                         |
| Triple saut      | 17,00 m                        | 17,00 m                        | 14,30 m                        | 14,30 m                        |
| Saut en hauteur  | 2,33 m                         | 2,33 m                         | 1,97 m                         | 1,97 m                         |
| Saut à la perche | 5,77 m                         | 5,77 m                         | 4,71 m                         | 4,71 m                         |
| Lancer du poids  | 20,50 m                        | 20,50 m                        | 18,10 m                        | 18,10 m                        |

### Résultats

#### Hommes
| Épreuves | Or | Argent | Bronze |
| --- | --- | --- | --- |
| 60 m Détails | Trayvon Bromell 6 s 47 (PB) | Asafa Powell 6 s 50 | Ramon Gittens 6 s 51 (NR) |
| 400 m Détails | Pavel Maslák 45 s 44 | Abdalelah Haroun 45 s 59 (SB)                                                                                            | Deon Lendore 46 s 18 |
| 800 m Détails | Boris Berian 1 min 45 s 83 (SB) | Antoine Gakeme 1 min 46 s 65                                                                                             | Erik Sowinski 1 min 47 s 22 |
| 1 500 m Détails | Matthew Centrowitz 3 min 44 s 22 | Jakub Holuša 3 min 44 s 30                                                                                               | Nick Willis 3 min 44 s 37 |
| 3 000 m Détails | Yomif Kejelcha 7 min 57 s 21 | Ryan Hill 7 min 57 s 39                                                                                                  | Augustine Choge 7 min 57 s 43 |
| 60 m haies Détails | Omar McLeod 7 s 41 (WL, NR) | Pascal Martinot-Lagarde 7 s 46 (SB)                                                                                      | Dimitri Bascou 7 s 48 |
| 4 × 400 m Détails | États-Unis Kyle Clemons Calvin Smith Jr. Christopher Giesting Vernon Norwood 3 min 2 s 45 (WL) Participation aux séries : Elvyonn Bailey Patrick Feeney | Bahamas Michael Mathieu Alonzo Russell Shavez Hart Chris Brown 3 min 4 s 75 (NR) Participation aux séries : Ashley Riley | Trinité-et-Tobago Jarrin Solomon Lalonde Gordon Ade Alleyne-Forte Deon Lendore 3 min 5 s 51 (NR) Participation aux séries : Rondel Sorrillo Machel Cedenio |
| Saut en hauteur Détails | Gianmarco Tamberi 2,36 m | Robert Grabarz 2,33 m (=SB)                                                                                              | Erik Kynard 2,33 m (SB) |
| Saut à la perche Détails | Renaud Lavillenie 6,02 m (CR) | Sam Kendricks 5,80 m | Piotr Lisek 5,75 m |
| Saut en longueur Détails | Marquis Dendy 8,26 m | Fabrice Lapierre 8,25 m (AR)                                                                                             | Huang Changzhou 8,21 m (PB) |
| Triple saut Détails | Dong Bin 17,33 m | Max Heß 17,14 m (PB) | Benjamin Compaoré 17,09 m (SB) |
| Lancer du poids Détails | Tomas Walsh 21,78 m (WL, AR) | Andrei Gag 20,89 m (PB)                                                                                                  | Filip Mihaljević 20,87 m (PB) |
| Heptathlon Détails | Ashton Eaton 6 470 pts (WL) | Oleksiy Kasyanov 6 182 pts (SB)                                                                                          | Mathias Brugger 6 126 pts (PB) |
| Records et Performances - AR : Record continental (area record) - CR : Record des championnats (championship record) - MR : Record du meeting (meet record) - NR : Record national (national record) - OR : Record olympique (olympic record) - PR : Record paralympique (paralympic record) - PB : Record personnel (personal best) - SB : Meilleure performance personnelle de la saison (season's best) - WL : Meilleure performance mondiale de l'année (world leader) - WJR : Record du monde junior (world junior record) - WR : Record du monde (world record) Circonstances et Conditions - DNF : N'a pas terminé (did not finish) - DNS : N'a pas pris le départ (did not start) - DQ : Disqualification (disqualification) - NM : Aucun essai valable enregistré (No Mark) - Q : Qualifié « directement » au prochain tour (ou à la prochaine compétition), lors d'une compétition majeure, grâce au classement ou à la réalisation des minima (automatic qualifier) - q : Qualifié au prochain tour (ou à la prochaine compétition), lors d'une compétition majeure, grâce au repêchage ou à la réalisation de l'une des meilleures performances parmi celles des « non qualifiés directement » (grâce au meilleur temps ou à la meilleure distance par exemple) (secondary qualifier) | | | |

#### Femmes
| Épreuves | Or                                                                                         | Argent                                                                                         | Bronze                                                                              |
| --- | ------------------------------------------------------------------------------------------ | ---------------------------------------------------------------------------------------------- | ----------------------------------------------------------------------------------- |
| 60 m Détails | Barbara Pierre 7 s 02                                                                      | Dafne Schippers 7 s 04                                                                         | Elaine Thompson 7 s 06                                                              |
| 400 m Détails | Kemi Adekoya 51 s 45 (AR)                                                                  | Ashley Spencer 51 s 72                                                                         | Quanera Hayes 51 s 76                                                               |
| 800 m Détails | Francine Niyonsaba 2 min 00 s 01 (WL)                                                      | Ajee Wilson 2 min 00 s 27                                                                      | Margaret Wambui 2 min 00 s 44 (PB)                                                  |
| 1 500 m Détails | Sifan Hassan 4 min 4 s 96                                                                  | Dawit Seyaum 4 min 5 s 30                                                                      | Gudaf Tsegay 4 min 5 s 71                                                           |
| 3 000 m Détails | Genzebe Dibaba 8 min 47 s 43                                                               | Meseret Defar 8 min 54 s 26                                                                    | Shannon Rowbury 8 min 55 s 55                                                       |
| 60 m haies Détails | Nia Ali 7 s 81 (SB)                                                                        | Brianna Rollins 7 s 82                                                                         | Tiffany Porter 7 s 90                                                               |
| 4 × 400 m Détails | États-Unis Natasha Hastings Quanera Hayes Courtney Okolo Ashley Spencer 3 min 26 s 38 (WL) | Pologne Ewelina Klocek Małgorzata Hołub Magdalena Gorzkowska Justyna Święty 3 min 31 s 15 (SB) | Roumanie Adelina Pastor Mirela Lavric Andrea Miklos Bianca Răzor 3 min 31 s 31 (SB) |
| Saut en hauteur Détails | Vashti Cunningham 1,96 m                                                                   | Ruth Beitia 1,96 m                                                                             | Kamila Lićwinko 1,96 m                                                              |
| Saut à la perche Détails | Jennifer Suhr 4,90 m                                                                       | Sandi Morris 4,85 m                                                                            | Ekateríni Stefanídi 4,80 m                                                          |
| Saut en longueur Détails | Britney Reese 7,22 (WL)                                                                    | Ivana Španović 7,07 m (NR)                                                                     | Lorraine Ugen 6,93 m (=NR)                                                          |
| Triple saut Détails | Yulimar Rojas 14,41 m                                                                      | Kristin Gierisch 14,30 m (SB)                                                                  | Paraskeví Papahrístou 14,15 m                                                       |
| Lancer du poids Détails | Michelle Carter 20,21 m (WL, AR)                                                           | Anita Márton 19,33 m (NR)                                                                      | Valerie Adams 19,25 m (SB)                                                          |
| Pentathlon Détails | Brianne Theisen-Eaton 4 881 pts (WL, AR)                                                   | Alina Fyodorova 4 770 pts (PB)                                                                 | Barbara Nwaba 4 661 pts (PB)                                                        |
| Records et Performances - AR : Record continental (area record) - CR : Record des championnats (championship record) - MR : Record du meeting (meet record) - NR : Record national (national record) - OR : Record olympique (olympic record) - PR : Record paralympique (paralympic record) - PB : Record personnel (personal best) - SB : Meilleure performance personnelle de la saison (season's best) - WL : Meilleure performance mondiale de l'année (world leader) - WJR : Record du monde junior (world junior record) - WR : Record du monde (world record) Circonstances et Conditions - DNF : N'a pas terminé (did not finish) - DNS : N'a pas pris le départ (did not start) - DQ : Disqualification (disqualification) - NM : Aucun essai valable enregistré (No Mark) - Q : Qualifié « directement » au prochain tour (ou à la prochaine compétition), lors d'une compétition majeure, grâce au classement ou à la réalisation des minima (automatic qualifier) - q : Qualifié au prochain tour (ou à la prochaine compétition), lors d'une compétition majeure, grâce au repêchage ou à la réalisation de l'une des meilleures performances parmi celles des « non qualifiés directement » (grâce au meilleur temps ou à la meilleure distance par exemple) (secondary qualifier) |                                                                                            |                                                                                                |                                                                                     |

### Tableau des médailles
| Rang  | Nation            | Or | Argent | Bronze | Total |
| ----- | ----------------- | -- | ------ | ------ | ----- |
| 1     | États-Unis        | 13 | 6      | 4      | 23    |
| 2     | Éthiopie          | 2  | 2      | 1      | 5     |
| 3     | France            | 1  | 1      | 2      | 4     |
| 4     | Jamaïque          | 1  | 1      | 1      | 3     |
| 5     | Burundi           | 1  | 1      | 0      | 2     |
| 5     | Tchéquie          | 1  | 1      | 0      | 2     |
| 5     | Pays-Bas          | 1  | 1      | 0      | 2     |
| 8     | Nouvelle-Zélande  | 1  | 0      | 2      | 3     |
| 9     | Chine             | 1  | 0      | 1      | 2     |
| 10    | Bahreïn           | 1  | 0      | 0      | 1     |
| 10    | Canada            | 1  | 0      | 0      | 1     |
| 10    | Italie            | 1  | 0      | 0      | 1     |
| 10    | Venezuela         | 1  | 0      | 0      | 1     |
| 14    | Allemagne         | 0  | 2      | 1      | 3     |
| 15    | Ukraine           | 0  | 2      | 0      | 2     |
| 16    | Grande-Bretagne   | 0  | 1      | 2      | 3     |
| 16    | Pologne           | 0  | 1      | 2      | 3     |
| 18    | Roumanie          | 0  | 1      | 1      | 2     |
| 19    | Australie         | 0  | 1      | 0      | 1     |
| 19    | Bahamas           | 0  | 1      | 0      | 1     |
| 19    | Espagne           | 0  | 1      | 0      | 1     |
| 19    | Hongrie           | 0  | 1      | 0      | 1     |
| 19    | Qatar             | 0  | 1      | 0      | 1     |
| 19    | Serbie            | 0  | 1      | 0      | 1     |
| 25    | Grèce             | 0  | 0      | 2      | 2     |
| 25    | Kenya             | 0  | 0      | 2      | 2     |
| 25    | Trinité-et-Tobago | 0  | 0      | 2      | 2     |
| 28    | Barbade           | 0  | 0      | 1      | 1     |
| 28    | Croatie           | 0  | 0      | 1      | 1     |
| Total | Total             | 26 | 26     | 26     | 78    |